# Tracy Bonham
Tracy Bonham (Boston, 16 maart 1967) is een Amerikaanse zangeres en muzikant.
Ze is klassiek geschoold in viool en piano. Beide instrumenten gebruikt ze samen met gitaar.
Tracy Bonham is voornamelijk bekend van de single Mother Mother van haar tweede album The Burdens of Being Upright.
Haar muziek is sterk beïnvloed door PJ Harvey en Tori Amos. Ze heeft in het verleden samengewerkt met onder andere het Belgische Soulwax en The Blue Man Group.
Ze is onder andere gesampled door Hardcore DJ Neophyte in zijn nummer Braincracking.

## Studioalbums
- Liverpool Sessions - 1995 (ep)
- The Burdens of Being Upright - 1996
- Down Here - 2000
- The Bee - 2003 (ep)
- Blink the Brightest - 2005
- In the City + In the Woods (ep)
- Masts of Manhatta - 2010
- All I Wish Every Christmas - 2013 (ep)
- Wax & Gold - 2015
- Modern Burdens - 2017